# شانون بينيت
شانون بينيت (بالإنجليزية: Shannon Bennett)‏ هو طباخ ومؤلف أسترالي، ولد في 23 نوفمبر 1975 في ملبورن في أستراليا.